# 张龙安
张龙安（1964年—），河南伊川人，汉族，中华人民共和国政治人物、第十二届全国人民代表大会河南地区代表。

## 生平
毕业于山西大学中文专业。加入中国共产党。担任中共河南省伊川县城关镇南府店社区书记。2013年，担任全国人大代表。